# Романовский, Сергей Владимирович
Сергей Владимирович Романовский (1883—1914) — подполковник, герой Первой мировой войны.

## Биография
Родился 15 октября 1883 года. Образование получил во 2-м кадетском корпусе, по окончании которого 1 сентября 1901 года был принят в Павловское военное училище. Выпущен 10 августа 1903 года подпоручиком в лейб-гвардии Семёновский полк.
Произведённый 10 августа 1907 года в поручики, Романовский в том же году успешно сдал вступительные экзамены в Николаевскую академию Генерального штаба, которую окончил через два года по 1-му разряду, причём 30 апреля 1909 года за успехи в науках был произведён в капитаны. По окончании академии для отбытия служебного ценза вернулся в свой полк, где с 19 ноября 1909 года по 11 ноября 1911 года командовал ротой.
8 января 1912 года Романовский был назначен старшим адъютантом штаба 11-го армейского корпуса, с 30 декабря 1913 года занимал должность правителя дел по учебной части Офицерской стрелковой школы.
После начала Первой мировой войны Романовский был произведён в подполковники и вновь был назначен старшим адъютантом штаба 11-го армейского корпуса, а вскоре переведён на должность исправляющего дела начальника штаба 32-й пехотной дивизии. Погиб в бою 23 октября 1914 года. Высочайшим приказом от 19 мая 1915 года Романовский был посмертно награждён орденом св. Георгия 4-й степени
За то, что во время боёв на р. Сан, с 6 по 23 октября 1914 г., исполняя обязанности начальника штаба 32-й дивизии, многократными разведками с опасностью для жизни добывал важные сведения о расположении и действиях противника, которые служили основанием для наших действий, приведших к полному отступлению противника; постоянно служил всем окружавшим примером беззаветной храбрости и ревностного исполнения долга службы и присяги и смертью своей запечатлел преданность Родине.

## Награды
Среди прочих наград Романовский имел ордена:
- Орден Святого Станислава 3-й степени (1906 год)
- Орден Святой Анны 3-й степени с мечами и бантом (19 ноября 1914 года)
- Орден Святого Георгия 4-й степени (19 мая 1915 года)